# Файн Зорій Юхимович
Зорій Юхимович Файн (10 вересня 1972, Вінниця) — фотохудожник, композитор, педагог, журналіст. Заслужений діяч мистецтв України.

## Біографія
У 1987—1990 навчався у Вінницькому музичному училищі ім. М. Леонтовича по класу фортепіано. 
З 1989 викладав у Будинку вчителя.
У 1995 закінчив Російську академію музики імені Гнесіних (Москва) по класу композиції професора Г. В. Чернова.
У 1995—2001 працював у Москві в різних видавництвах. Як художник-оформлювач брав участь у виданні (опублікував) понад 70 поліграфічних проектів. Викладав у приватних школах.
У 2002—2005 працював у Києві особистим фотографом Петра Порошенка, парламентським фоторепортером, висвітлюючи діяльність Верховної Ради України в ЗМІ м. Вінниця.
У 2005 заснував фотостудію «ФотоФайн.укр».
Член Міжнародного союзу слов'янських журналістів (з 1999), Національної спілки журналістів України (з 2002), Спілки журналістів Росії та м. Москви (з 2000), Спілки фотохудожників Росії (з 2000 р.)
Його роботи друкуються в Україні та за кордоном, зокрема в журналі «The Ukrainian», газетах «The Washington Post» і «The Ukrainian Weekly [Архівовано 29 жовтня 2013 у Wayback Machine.]», та зберігаються в багатьох музеях та приватних колекціях. Його світлинами прикрашено державні установи.
Організував та провів більше 60 персональних виставок у Києві (в тому числі: Верховна Рада України, 2002 р.; Британська рада, 2003 р.; Будинок Кіно, 2004 р.), в Росії (в Москві та С.-Петербурзі) та інших країнах.
Головує та посідає в журі різних мистецьких конкурсів. У його доробках портрети перших осіб країни, зокрема всіх Президентів України, міністрів, зірок естради тощо.
В 2009 р. Указом № 305 Президента України В.Ющенка від 12.05.09 [Архівовано 11 листопада 2013 у Wayback Machine.], як старшому науковому співробітникові Вінницького художнього музею присвоєно почесне звання «Заслужений діяч мистецтв України».
У 2015—2017 викладав на кафедрі журналістики Вінницького державного педагогічного університету ім. М. Коцюбинського (з 2017 на посаді доцента кафедри журналістики, реклами та зв'язків з громадськістю).

## Звання та нагороди
- Заслужений діяч мистецтв України (2009)[1].
- Лауреат міжнародних конкурсів (фортепіано та композиція (музика) в 1988—1995 рр..).
- Лауреат премії міністерства культури РФ (композиція (музика), 1993 р.)
- Лауреат республіканського фотоконкурсу «Око-Медіа Україна» (2004 р.) [Архівовано 31 жовтня 2013 у Wayback Machine.][2].
- Дипломант міжнародного фотоконкурсу «Прес Фото Росії» (2004 р.) [Архівовано 30 жовтня 2013 у Wayback Machine.][3].
- Дипломант загальнонаціонального фотоконкурсу «Весільний фотограф року 2010». [Архівовано 30 жовтня 2013 у Wayback Machine.][4].

## Літературні твори
- Файн З. Кофе-брейк с Его величеством. Размышления, эссе, заметки, письма. — «Глобус-Пресс», 2015. — 464 с. ISBN 978-966-830-54-5

## Ілюстрації до книг
- 2004 — «Обласні міста України. Львів.»[5].
- 2005 — «Обласні міста України. Вінниця.»[6].
- 2007 — «Мандри Україною. Золота Підкова Черкащини».[7].
- 2008 — «Вінницький обласний художній музей. Альбом.» [Архівовано 6 березня 2014 у Wayback Machine.][8].
- 2009 — «Водяники-650»[9].
- 2010 — «Античні та біблійні мотиви в творах графікі, скульптури, Грудень-нак. мистецтва XVII—XIX століть.»[10].

## Інтерв'ю
- 2017 — на сайті rating.net.ua  [Архівовано 25 січня 2021 у Wayback Machine.]
- 2014 — у прямому ефірі на ВОДТРК Вінтера у тижневику «Екватор дня» [Архівовано 30 червня 2014 у Wayback Machine.].
- 2013 — у журналі Міх Free [Архівовано 21 лютого 2014 у Wayback Machine.].
- 2013 — у прямому ефірі на ВОДТРК Вінтера [Архівовано 2 січня 2014 у Wayback Machine.].
- 2012 — у програмі «Суспільна правда» [Архівовано 30 червня 2014 у Wayback Machine.] (ТРК СМАРТ).
- 2012 — у газеті «Волинський монітор» [Архівовано 2 листопада 2013 у Wayback Machine.].
- 2012 — у журналі «Фарватер» [Архівовано 22 лютого 2014 у Wayback Machine.].
- 2012 — у передачі на ТРК Смарт [Архівовано 30 червня 2014 у Wayback Machine.].
- 2011 — у прямому ефірі на радіо «Вінниця онлайн» [Архівовано 22 лютого 2014 у Wayback Machine.].
- 2010 — в студії на ТРК «Вінниччина» [Архівовано 31 жовтня 2013 у Wayback Machine.].
- 2010 — у прямому ефірі на радіо «Хвиля» [Архівовано 22 лютого 2014 у Wayback Machine.].